# Allnightnippon SUPER!
allnightnippon SUPER!（オールナイトニッポンスーパー）は、ニッポン放送をキーステーションに、1999年3月29日から2003年3月28日まで全国ネットで放送されていたラジオ番組。前番組は「ゲルゲットショッキングセンター」。

## 概要
同枠はニッポン放送が深夜の時間帯（日本時間で原則21時 - 翌日4時30分）を「LF+R」という番組編成にリニューアルした際に開始し、1999年3月までオールナイトニッポン1部を担当していたパーソナリティ4組を同番組に移行させ、新パーソナリティを含む5組がラインナップされた。
長年この枠の放送時間は月曜日から木曜日の22:00 - 25:00で固定されていたが、『伊集院光のOh!デカナイト』以来5年ぶりに週5日放送になり、さらに、同枠以降は月曜 - 木曜は『ゲルゲットショッキングセンター』以来3年4ヶ月ぶりに、金曜は『大入りダイヤルまだ宵の口』以来17年5ヶ月ぶりに24:00終了へ変更され、24:00からの1時間は別の番組が編成された。ただし、金曜日は2002年10月から2003年3月の半年間に限って、ニッポン放送ローカルで『堀内健とビビる大木のallnightnippon SUPER FRIDAY!』が放送されている。
番組開始当時はネット局がなく、ニッポン放送ローカル放送となったために地方のリスナーから抗議が殺到。また、地方のリスナーを配慮してインターネットを用いたサイマル放送も行っていたものの、著作権の関係から楽曲やCMが全てカットされていた。深夜帯と比べ時間の浅い22時台と23時台に移ったことで、トークやコーナー内容に規制がかかり、パーソナリティは番組を深夜帯ほど自由に行うことが難しくなり、番組自体も深夜帯に比べ若年の聴取者層にも対応しうる内容が求められた。開始前から自身の番組内でこれらへの不平を述べていた木曜パーソナリティのナインティナインは、半年で旧1部の「@llnightnippon.com」に放送枠を復帰している。
ネット局での放送は半年後の1999年10月から開始され（開始当初は全10局）、番組終了時には27局まで増えたが、この動きがTBSラジオの裏番組『BATTLE TALK RADIO アクセス』と合わせ、皮肉にも地方局制作のローカルワイド番組を全国的に壊滅させてしまう事態に陥った。地方局のほとんどが自主制作番組または番組販売のラジオ番組を放送していたが、最終的には不況による経営難や地デジ化による制作費削減に伴う経費削減のため、この番組にネットを移行した。また一部のネット局でプロ野球ナイター中継の最大時間延長が22:00（JST）までだったので、ニッポン放送より早く番組を聴ける場合もあった。
全国ネットになってからは、オープニングとエンディングにネット局の読み上げもしていた。その際、西川貴教がパーソナリティの時は通常は長崎放送としてカウントされるNBCラジオ佐賀（長崎放送佐賀放送局）も入っていた（紹介時は「NBC佐賀」）。また『ロンドンブーツ1号2号のallnightnippon SUPER!』では、2000年11月のネット打ち切り以降も信越放送の名が読み上げられていた。全国ネット開始前や全国ネット開始後のCM前にニッポン放送では25時台の@llnightnippon.comや現在のオールナイトニッポン同様、提供スポンサーのクレジットも読み上げていた。
キー局のニッポン放送はCMを流す関係で22時台の最後にはいつも音楽をかけており、CMを放送しない地方局に配慮してその曲が23:00まで放送されるか曲が終了した後にフィラー音楽を流していたが、その時間帯を利用してニュース・天気予報を放送した放送局もあった（青森放送・東海ラジオ・西日本放送・南海放送他）。これはSUPER以降の平日22時台の番組でも同様。
2003年3月の「LF+R」廃止に伴い終了。後番組は『オールナイトニッポンいいネ!』（月 - 木）と『オールナイトニッポンフライデー 長渕剛 今夜もバリサン』（金）。

## パーソナリティ一覧
- 月曜
  - ロンドンブーツ1号2号(『ロンドンブーツ1号2号のallnightnippon SUPER!』。1999年3月 - 2003年3月)[3]
- 火曜
  - 西川貴教(『西川貴教のallnightnippon SUPER!』。1999年3月 - 2003年3月)[4]
- 水曜
  - ゆず(『ゆずのallnightnippon SUPER!』。毎週水曜、1999年3月 - 2000年10月)[5]
  - ポルノグラフィティ(『ポルノグラフィティのallnightnippon SUPER!』。2001年1月 - 2003年3月)
- 木曜
  - ナインティナイン(『ナインティナインのallnightnippon SUPER!』。毎週木曜、1999年3月 - 9月)[6]
  - SILVA(『SILVAのallnightnippon SUPER!』。毎週木曜、1999年10月 - 2000年3月)[7][8]
  - 中澤裕子(モーニング娘。(当時))(『モーニング娘。中澤裕子のallnightnippon SUPER!』。毎週木曜、2000年4月 - 2001年4月)[9]
  - 矢口真里(モーニング娘。(当時))(モーニング娘。矢口真里のallnightnippon SUPER!』。2001年4月 - 2003年3月)[10]
- 金曜
  - ネプチューン(『ネプチューンのallnightnippon SUPER!』。毎週金曜、1999年3月 - 2002年9月)
  - 堀内健とビビる大木(『堀内健とビビる大木のallnightnippon SUPER FRIDAY!』。2002年10月 - 2003年3月)[11]

### その他
このほかにも不定期でスペシャルパーソナリティが担当する番組も放送していた（宇多田ヒカル、倉木麻衣など）。

### 移動
| 移動               | 移動                 | 移動                      |
| 当枠へ移動         | 当枠へ移動           | 当枠へ移動                |
| ------------------ | -------------------- | ------------------------- |
| 25時台から         | ロンドンブーツ1号2号 | 旧・月曜1部から           |
| 25時台から         | 西川貴教             | 旧・金曜1部から           |
| 25時台から         | ゆず                 | 旧・水曜1部から           |
| 25時台から         | ナインティナイン     | 旧・木曜1部から           |
| 25時台から         | SILVA                | 金曜com枠から移動         |
| 25時台から         | ビビる大木           | 金曜com枠から移動         |
| 25時台から         | ポルノグラフィティ   | 火曜com枠の箱番組から移動 |
| 当枠から移動・続投 |                      |                           |
| 25時台へ           | ナインティナイン     | 木曜com枠へ               |
| 25時台へ           | 西川貴教             | 新・月曜1部へ             |
| 25時台へ           | 堀内健とビビる大木   | 新・水曜1部へ             |
| その他へ           | SILVA                | 日曜深夜枠へ              |
| その他へ           | 中澤裕子             | 日曜深夜枠へ              |
| その他へ           | 矢口真里             | 日曜深夜枠へ              |
| 続投               | 田村淳               | 月曜いいネ枠ヘ            |

### パーソナリティの変遷
| 期間                                                                              | 期間    | 月曜日                | 火曜日   | 水曜日             | 木曜日           | 金曜日            |
| --------------------------------------------------------------------------------- | ------- | --------------------- | -------- | ------------------ | ---------------- | ----------------- |
| 1999.03                                                                           | 1999.09 | ロンドンブーツ 1号2号 | 西川貴教 | ゆず               | ナインティナイン | ネプチューン      |
| 1999.10                                                                           | 2000.03 | ロンドンブーツ 1号2号 | 西川貴教 | ゆず               | SILVA            | ネプチューン      |
| 2000.04                                                                           | 2000.10 | ロンドンブーツ 1号2号 | 西川貴教 | ゆず               | 中澤裕子         | ネプチューン      |
| 2000.11                                                                           | 2000.12 | ロンドンブーツ 1号2号 | 西川貴教 | 週替わり           | 中澤裕子         | ネプチューン      |
| 2001.01                                                                           | 2001.04 | ロンドンブーツ 1号2号 | 西川貴教 | ポルノグラフィティ | 中澤裕子         | ネプチューン      |
| 2001.04                                                                           | 2002.09 | ロンドンブーツ 1号2号 | 西川貴教 | ポルノグラフィティ | 矢口真里         | ネプチューン      |
| 2002.10                                                                           | 2003.03 | ロンドンブーツ 1号2号 | 西川貴教 | ポルノグラフィティ | 矢口真里         | 堀内健 ビビる大木 |
| - 1部(com枠)から移動 - 終了時点のパーソナリティ - 1部(com枠)へ移動 - その他へ移動 |         |                       |          |                    |                  |                   |

## ネット局

### 一覧
カッコの中はネット放送開始時期。※は番組販売によるネット（NRN非加盟局）
- STVラジオ（当時は札幌テレビ放送が運営していた）（1999年10月）
- 青森放送（2000年10月）
  - 青森放送では2002年4月から22:00に東奥日報ニュースを放送し、22:05から「飛び乗り」で放送していたが、数週間後に22:00開始となった(2001年4月 - 9月は22:57 - 23:00に放送。それ以外のナイターオフシーズンは21時台に放送していた。)。
- IBC岩手放送（2001年10月）
  - IBC岩手放送では金曜日のみ、23:00 - 24:00の放送だった。
- 山形放送（1999年10月）
- ラジオ福島（2000年1月）
- 信越放送（1999年10月）
  - 信越放送では2000年11月から番組終了まで、当時長野県知事だった田中康夫が月曜レギュラーで出演していたTBSラジオのBATTLE TALK RADIO アクセスをネットしていたため、月曜日のみ未ネットだった。
- 山梨放送（1999年10月）
- 北日本放送（2000年4月）
- 北陸放送（2002年4月）
- 福井放送（2000年4月）
- 静岡放送（2000年10月）
- 東海ラジオ（1999年10月）
- KBS京都（1999年10月）
- 和歌山放送（2000年1月）
- ラジオ関西（2001年4月）※
  - ネット当時のステーションネームは「AM KOBE」だったため、ネット局読み上げの際は「AM KOBE」とアナウンスしていた。
- 山陰放送（2001年4月）
- RCC中国放送（2000年4月）
- 山口放送（1999年10月）
- 西日本放送（2001年10月）
  - 22:58からニュース・気象情報を放送。これは22:55にRNCニュースを放送していたためその代替枠でもあった。
- 南海放送（2000年10月）
  - 南海放送では、ネット開始当初の半年間は、23:30で飛び降りていたが（23:30 - 24:00にローカル枠を置いていた関係による）、その後、EDまで同時ネットした。
- 高知放送（2001年10月）
- KBC九州朝日放送（1999年10月）
- 大分放送（2001年4月）
- 長崎放送（2000年4月）
- 熊本放送（2000年1月）
- 宮崎放送（1999年10月）